# Damián Pizarro
Pour les articles homonymes, voir Pizarro.
Damián Pizarro, né le 28 mars 2005 à Santiago au Chili, est un footballeur international chilien. Il évolue au poste d'avant-centre à l'Udinese Calcio.

## Biographie

### En club
Né à Santiago au Chili, Damián Pizarro est formé par l'Universidad de Chile avant de rejoindre en 2020 Colo-Colo, où il poursuit sa formation. 
C'est avec ce club qu'il débute en professionnel. Il joue son premier match le 28 octobre 2021, à l'âge de seize ans, lors d'une rencontre de championnat face au Audax Italiano. Il est titularisé et son équipe s'incline par deux buts à zéro,.
Le 18 mars 2023, Pizarro inscrit son premier but en professionnel, lors d'une rencontre de championnat face au CD Cobresal. Il entre en jeu à la place de Dario Lezcano mais ne peut empêcher la défaite de son équipe par trois buts à un malgré la réduction du score

### En sélection
Damián Pizarro honore sa première sélection avec l'équipe nationale du Chili le 17 novembre 2023, lors d'un match contre le Paraguay. Il est directement titularisé et les deux équipes se neutralisent (0-0 score final). Cette apparition fait de lui le deuxième plus jeune joueur à jouer un match pour le Chili, à 18 ans et 233 jours. le record étant toujours détenu par Patricio Yáñez qui avait fait ses débuts en 1979 à 18 ans et 200 jours.
En janvier 2024 il est sélectionné avec l'équipe du Chili Olympique pour participer au Tournoi pré-olympique de la CONMEBOL 2024.